# Margaret Olofsson Bergman
Margaret Olofsson Bergman, född 22 juni 1872 i Jämtland, död 18 juli 1948 i Poulsbo, Washington var en textilkonstnär, lärare och designer som vid 30 års ålder utvandrade till USA. Bergman designade två vävstolar, en hopfällbar och en golvvävstol. Hennes man John Bergman och son Arthur byggde vävstolarna i deras hem Breidablick i Poulsbo. Hon utvecklade också en vävteknik som kallades Margaret Bergmantekniken.

## Biografi
Margaret Olofsson var dotter till Olof Jönsson och Maria Einarsdotter. Hon gifte sig med John Bergman och de fick barnen John Arthur, Ruby Alida,  Alma Victoria, Oscar Edvin.